# Ceratozamia mirandae
Ceratozamia mirandae är en kärlväxtart som beskrevs av Vovides, Pérez-farrera och Carlos G. Iglesias. Ceratozamia mirandae ingår i släktet Ceratozamia och familjen Zamiaceae. IUCN kategoriserar arten globalt som starkt hotad. Inga underarter finns listade i Catalogue of Life.